# História da teoria gravitacional
Na física, as teorias da gravitação postulam mecanismos de interação que regem os movimentos dos corpos com massa. Existem inúmeras teorias da gravitação desde os tempos antigos. As primeiras fontes existentes que discutem tais teorias são encontradas na filosofia grega antiga. Este trabalho foi promovido durante a Idade Média por cientistas indianos, islâmicos e europeus, antes de ganhar grandes avanços durante a Renascença e a Revolução Científica — culminando na formulação da lei da gravidade de Newton, que foi substituída pela teoria da relatividade de Albert Einstein no início do século XX.
O filósofo grego Aristóteles (fl. século IV a.C.) descobriu que objetos imersos em um meio tendem a cair a velocidades proporcionais ao seu peso. Vitrúvio (fl. 1.º século a.C.) entendeu que os objetos caem com base na sua gravidade específica. No século VI d.C., o estudioso bizantino alexandrino João Filopono modificou o conceito aristotélico de gravidade com a teoria do ímpeto. No século VII, o astrônomo indiano Brahmagupta falou da gravidade como uma força atrativa. No século XIV, os filósofos europeus Jean Buridan e Alberto da Saxônia — que foram influenciados por certos estudiosos islâmicos—desenvolveram a teoria do ímpeto e ligaram-na à aceleração e à massa dos objetos. Albert também desenvolveu uma lei de proporção relativa à relação entre a velocidade de um objeto em queda livre e o tempo decorrido.
Os italianos do século XVI descobriram que os objetos em queda livre tendem a acelerar igualmente. Em 1632, Galileu Galilei apresentou o princípio básico da relatividade. A existência da constante gravitacional foi explorada por vários pesquisadores a partir de meados do século XVII, ajudando Isaac Newton a formular sua lei da gravitação universal. A mecânica clássica de Newton foi substituída no início do século XX, quando Einstein desenvolveu as teorias especial e geral da relatividade. Um elementar portador de força da gravidade é hipotetizado em abordagens da gravidade quântica, como a teoria das cordas, em uma potencialmente unificada teoria de tudo.

## Mundo islâmico

### Avicena

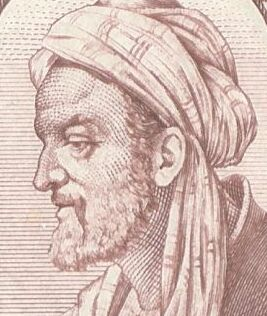
Avicena

No século IX, o polímata persa Avicena concordou com a teoria de Filopono de que "o objeto movido adquire uma inclinação do motor" como uma explicação para o movimento parabólico. Avicena publicou então sua própria teoria do ímpeto em O Livro da Cura (c. 1020). Ao contrário de Filopono, que acreditava que era uma virtude temporária que declinaria mesmo no vácuo, Avicena a via como persistente, exigindo forças externas, como a resistência do ar, para dissipá-la. Avicena fez distinção entre 'força' e 'inclinação' (mayl), e argumentou que um objeto ganhou mayl quando o objeto está em oposição ao seu movimento natural. Ele concluiu que a continuação do movimento é atribuída à inclinação que é transferida para o objeto, e esse objeto estará em movimento até que o mayl acabe. O polímata iraquiano Alhazém descreve a gravidade como uma força na qual um corpo mais pesado se move em direção ao centro da Terra. Ele também descreve que a força da gravidade só se moverá em direção ao centro da Terra, não em direções diferentes.

## Renascença europeia

### Século XIV

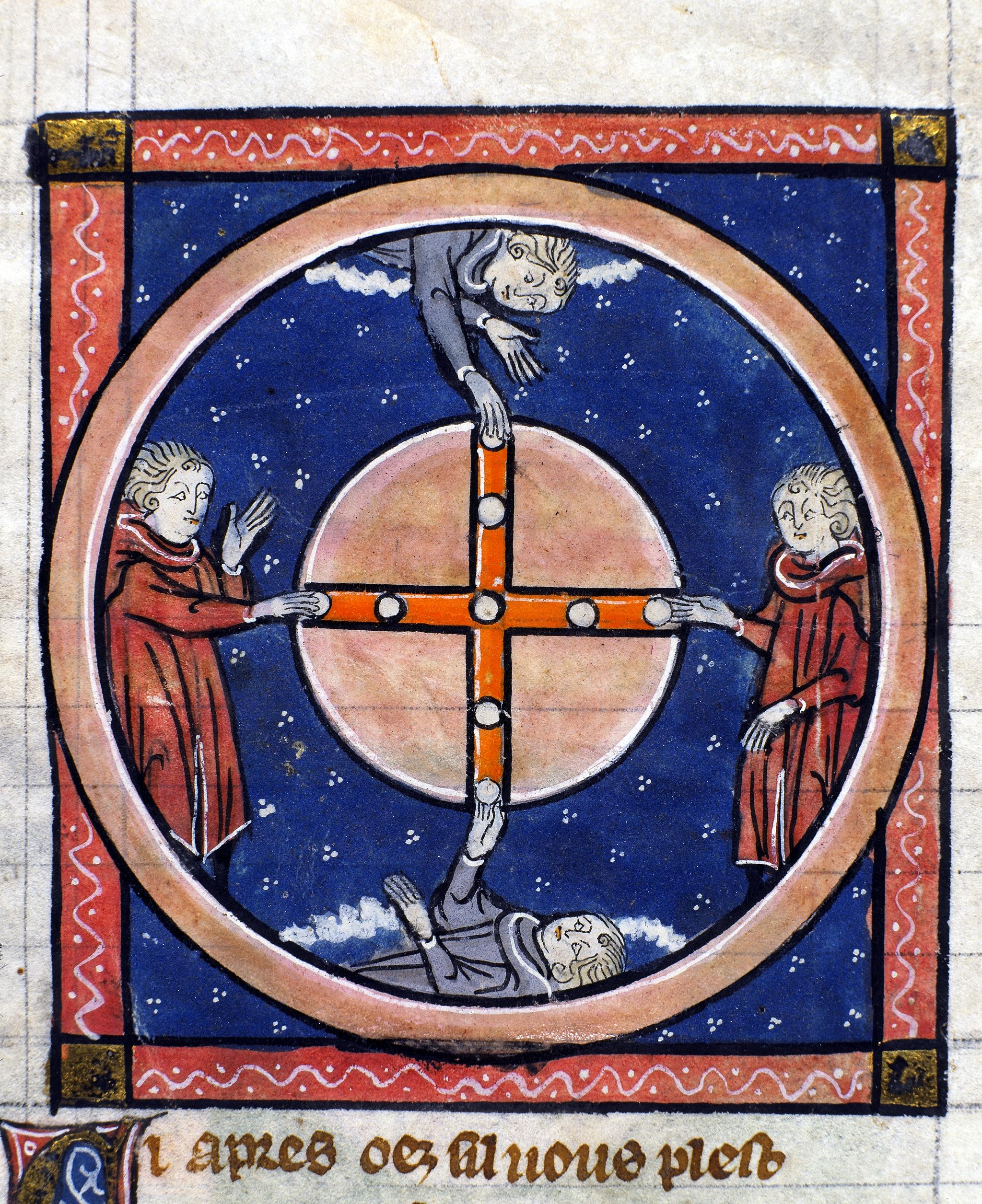
Uma ilustração do século XIV de L'Image du monde, de Gualtério de Métis, mostrando a atração gravitacional da Terra em seus antípodas

#### Jean Buridan, os calculadores de Oxford e Alberto da Saxônia
No século XIV, tanto o filósofo francês Jean Buridan quanto os calculadores de Oxford (a Escola Merton) do Merton College de Oxford rejeitaram o conceito aristotélico de gravidade. Eles atribuíram o movimento dos objetos a um ímpeto (semelhante ao momento), que varia de acordo com a velocidade e a massa; Buridan foi influenciado pelo Livro da Cura de Avicena. Buridan e o filósofo Alberto da Saxônia (c. 1320–1390) adotaram a teoria de Abu'l-Barakat de que a aceleração de um corpo em queda é o resultado de seu ímpeto crescente. Influenciado por Buridan, Albert desenvolveu uma lei de proporção relativa à relação entre a velocidade de um objeto em queda livre e o tempo decorrido. Ele também teorizou que montanhas e vales são causados pela erosão — deslocando o centro de gravidade da Terra.